# Lille Métropole Basket Clubs
O Lille Métropole Basket Clubs foi um clube de basquetebol baseado em Lille, França que disputou a LNB Pro B. Manda seus jogos no entre Palais Saint Sauveur com capacidade para 1.826 espectadores. O clube que já sofria com problemas financeiros, teve sua licença para disputar a NM1 negada pela Federação Francesa de Basquetebol e precisou encerrar suas atividades.

## Histórico de Temporadas
| Temporada | Nível | Liga      | Pos. | J     | PL  | Resultado         | Copa da França |
| --------- | ----- | --------- | ---- | ----- | --- | ----------------- | -------------- |
| 2005-06   | 4     | NM2       | 1    |       |     | Promovido         |                |
| 2006-07   | 3     | NM1       | 9    | 17-17 |     |                   | Primeira fase  |
| 2007-08   | 3     | NM1       | 9    | 19-15 |     |                   | Segunda fase   |
| 2008-09   | 3     | NM1       | 1    | 28-6  |     | Promovido campeão |                |
| 2009-10   | 2     | LNB Pro B | 3    | 22-12 | 1-2 | Quartas de finais | Terceira fase  |
| 2010-11   | 2     | LNB Pro B | 15   | 14-20 |     |                   | Primeira fase  |
| 2011-12   | 2     | LNB Pro B | 10   | 16-18 |     |                   | Primeira fase  |
| 2012-13   | 2     | LNB Pro B | 11   | 17-17 |     |                   | Terceira fase  |
| 2013-14   | 2     | LNB Pro B | 16   | 15-29 |     |                   | Primeira fase  |
| 2014–15   | 2     | LNB Pro B | 11   | 17-17 |     |                   | Primeira fase  |
| 2015–16   | 2     | LNB Pro B | 9    | 18-16 | 0-2 | Quartas de finais | Primeira fase  |
| 2016–17   | 2     | LNB Pro B | 3    | 21-13 | 1-2 | Quartas de finais | Terceira fase  |
| 2017-18   | 2     | LNB Pro B | 5    | 23-11 | 3-2 | Semifinalista     |                |
| 2018-19   | 2     | LNB Pro B | 14   | 13-21 |     |                   |                |

fonte:eurobasket.com

## Títulos

### Nationale Masculine 1 (terceira divisão)
- Campeão (1):2008-09